# Arthur Rucker
Arthur William Rucker (ou Rücker) (23 octobre 1848, Clapham Park, Londres, Angleterre - 1er novembre 1915, Yattendon, Berkshire) est un physicien britannique.

## Formation et carrière
Rucker obtient son BA au Brasenose College d'Oxford en 1871 et y est Fellow de 1871 à 1876. Il est professeur de physique au Yorkshire College de Leeds de 1874 à 1885, puis au Royal College of Science de 1886 à 1901, date à laquelle il devient directeur de l'Université de Londres .
Il reçoit le doctorat honorifique en sciences (D.Sc.) de l'Université de Cambridge en mai 1902  et de l'Université d'Oxford en juin 1902 .
Il est élu membre de la Royal Society en 1884. Il donne conjointement la conférence Bakerian de la Royal Society en 1889 et reçoit la Médaille royale de la Royal Society en 1891: "Pour ses recherches sur les films liquides et ses contributions à notre connaissance du magnétisme terrestre". Il est secrétaire de la Royal Society de 1896 à 1901. Pour ses services, il est fait chevalier dans les honneurs du couronnement de 1902.
En 1889, Rucker est invité à donner la conférence de Noël de la Royal Institution sur l'électricité.

## Politique
Aux élections générales de 1885, Rucker se présente comme candidat libéral dans la circonscription nouvellement créée de Leeds North. Il est battu de justesse par le candidat conservateur William Jackson par 4 494 voix contre 4 237. L'année suivante, Rucker se présente à nouveau aux élections générales de 1886 en tant que candidat du Parti unioniste libéral (une aile dissidente des libéraux qui forme un pacte électoral avec les conservateurs). Lors de cette élection, où Rucker se présente dans la circonscription de Pudsey dans le West Yorkshire, il perd contre le candidat libéral Briggs Priestley par 5 207 voix contre 4 036 .

## Famille
Sa première femme meurt en 1878 et il épouse Thereza, une fille de Nevil Story-Maskylene, en 1892.